# Digitális jelvezérlő
A digitális jelvezérlő (DSC) a mikrovezérlők és a digitális jelprocesszorok (DSP) keresztezéséből született eszköz. A mikrovezérlőkhöz hasonlóan, a DSC-k gyors megszakítási válaszidővel rendelkeznek, olyan vezérlésorientált perifériákat kínálnak, mint a PWMek és watchdog timerek, és általában C programozási nyelven programozhatóak, az eszközök natív assembly nyelve mellett. A DSP oldalon rendelkeznek a DSP-kben található legtöbb tulajdonsággal, például egyciklusos szorzó-összeadó (MAC) egységekkel, barrel shifter (gyors léptetőregiszterek), és nagy akkumulátorokkal. Nem minden gyártó fogadta el a DSC kifejezést. A kifejezést először a Microchip Technology alkalmazta 2002-ben a 6000-es sorozatú DSC-i bemutatásakor, és ezután néhány gyártó átvette azt, mások nem. Például az Infineon és a Renesas a saját DSC típusú termékeikre mikrovezérlőként hivatkoznak.
A DSC-ket alkalmazások széles körében használják, de a többségüket a motorvezérlés, energiaátalakítás és érzékelő-feldolgozó alkalmazások terén hasznosítják. Jelenleg a DSC-ket zöld technológiaként reklámozzák mivel az elektromotorokban és tápegységekben való alkalmazásokban csökkenthetik az energiafelhasználást.
A piaci részesedés tekintetében az első három legnagyobb gyártójuk a Texas Instruments, a Freescale és a Microchip Technology, a Forward Concepts piackutató cég szerint (2007-ben). Ez a három cég uralja a DSC piacot, a többi szállító, mint például az Infineon és Renesas, kisebb szeletet kapott a tortából.

## DSC csipek
Megjegyzés: 2012-es adatok (Microchip és TI) alapján, a táblázatban jelenleg csak a három legnagyobb DSC szállító termékei láthatók.
| terjesztő         | eszköz       | órajelfrekvencia (MHz) | flash (KiB) | PWM csatornák, felbontás, működési ciklus          |
| ----------------- | ------------ | ---------------------- | ----------- | -------------------------------------------------- |
| Microchip         | dsPIC30F     | 30                     | 6–144       | 4–8 (16 bit, 1 vagy 16,5 ns, alkatrésztől függően) |
|                   | dsPIC33F     | 40                     | 12–256      | max. 18 PWM (16 bit, 12,5 ns)                      |
|                   | dsPIC33E     | 70                     | 64-512      | max. 16 PWM (16 bit, 8,32 ns)                      |
| Texas Instruments | TMS320F28x   | 60–150                 | 32–512      | 16 PWM (13 bit, 150 ps)                            |
|                   | TMS320LF240x | 40                     | 16–64       | 7–16 PWM (11 bit, 150 ps)                          |
| Freescale         | MC56F83x     | 60                     | 48–280      | 12 PWM (15 bit, 10 ns)                             |
|                   | MC56F80x     | 32                     | 12–64       | 5–6 PWM (15 bit, 10 ns)                            |
|                   | MC56F81x     | 40                     | 40–572      | 12 PWM (15 bit, 10 ns)                             |

## DSC szoftver
A DSC-k, a mikrovezérlőkhöz és DSP-khez hasonlóan, szoftveres támogatást igényelnek. Egyre több szoftvercsomag jelenik meg, amelyek a DSP- és mikrovezérlő alkalmazásokhoz szükséges szoftverelemeket kínálják. A szélesebb igényeket kielégítő szoftverekből még kicsi a választék, Ilyen szoftver vagy igény lehet például a fejlesztőeszközök megléte, DSP könyvtárak, DSP feldolgozást célzó optimizáció, gyors megszakításkezelés, többszálas technika és a kis kódméret.

## Fordítás
Ez a szócikk részben vagy egészben  a   Digital signal controller című angol Wikipédia-szócikk ezen változatának fordításán alapul.  Az eredeti cikk szerkesztőit annak laptörténete sorolja fel. Ez a jelzés csupán a megfogalmazás eredetét és a szerzői jogokat jelzi, nem szolgál a cikkben szereplő információk forrásmegjelöléseként.